# Tenma

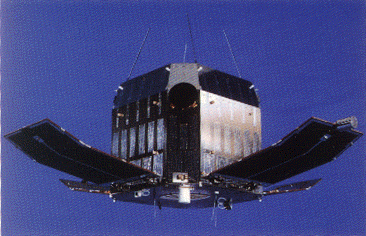
Tenma / Astro-B

Tenma (em japonês, Pegaso), chamado ASTRO-B antes do lançamento, foi um observatório espacial japonês de raios X pertencente à JAXA. Foi lançado ao espaço no dia 20 de fevereiro de 1983 por um foguete Mu a partir do Centro Espacial de Uchinoura (antes conhecido como Centro Espacial de Kagoshima) e reentrou na atmosfera em 17 de fevereiro de 1988.

## Características
O Tenma foi o segundo satélite de astronomia de raios X do Japão e o intervalo de energia que podia observar iam de 0,1 keV a 60 keV. Seus objetivo foram a obtenção de espectros de fontes de raios X com boa resolução, o estudo das variações temporais das fontes de raios X, a busca por todo o céu de explosões de raios X e observação de fontes de raios X suaves com um telescópio refletor.

## Instrumentos
O Tenma levava a bordo quatro instrumentos:
- Contadores proporcionais da emissão de gás
- Telescópio de transformada de Hadamard
- Monitor de raios X para todo o céu
- Telescópio refletor de raios X

O satélite poderia rodar a velocidades de 0,546, 0,137 e 0,068 rpm com a ajuda de uma volante de inércia. O eixo de rotação poderia ser ajustado através de torção magnética.

## Resultados
O Tenma descobriu a linha de emissão do ferro no disco galático, bem como em outros corpos, como galáxias de núcleo ativo. Descobriu também uma linha de absorção a 4 keV no espectro da explosão X1636-536.